# Barbadillo
Barbadillo là một đô thị ở tỉnh Salamanca, phía tây Tây Ban Nha, cộng đồng tự trị Castile-Leon. Đô thị này có cự ly 22 kilômét so với thành phố tỉnh lỵ Salamanca và có dân số 517 người. Đô thị này có diện tích 36,1 km². Barbadillo nằm ở khu vực có độ cao 808 mét trên mực nước biển. Mã bư chính là 37440.